# Schizothorax griseus
Schizothorax griseus är en fiskart som beskrevs av Pellegrin, 1931. Schizothorax griseus ingår i släktet Schizothorax och familjen karpfiskar. IUCN kategoriserar arten globalt som livskraftig. Inga underarter finns listade i Catalogue of Life.